# Robert Neddermeyer
Robert Neddermeyer (* 3. April 1887 in Altona, Provinz Schleswig-Holstein; † 18. Oktober 1965 in Potsdam, DDR) war ein deutscher Arbeiter, Matrose, Widerstandskämpfer gegen den Nationalsozialismus und Politiker (KPD, SED).

## Leben und Wirken
Neddermeyer besuchte die Volksschule. Später arbeitete er als Bauarbeiter. 1904 trat er in die Sozialdemokratische Partei Deutschlands (SPD) ein. Von 1914 bis 1918 nahm er als Matrose am Ersten Weltkrieg teil. 1918 war er aktiv am Kieler Matrosenaufstand beteiligt.
Nach der Gründung der Weimarer Republik stieß Neddermeyer zur Kommunistischen Partei Deutschlands (KPD). Im Herbst 1921 nahm er an einem politischen Lehrgang an der zentralen Parteischule der KPD in Berlin teil um danach von 1922 bis 1926 als Parteisekretär verschiedener lokaler Bezirke zu fungieren. So übernahm er unter anderem 1923 die politische Leitung des Unterbezirks Bielefeld.
1924 wurde Neddermeyer für seine Partei als Abgeordneter des Wahlkreises 17 (Westfalen-Nord) in den Reichstag in Berlin gewählt, dem er bis 1928 angehörte. Im selben Jahr nahm er am V. Weltkongress der Komintern in Moskau teil. 1925 schloss Neddermeyer sich schließlich der Gruppe der sogenannten Ultralinken innerhalb der KPD an. Von 1926 bis 1933 war er zudem in der ostpreußischen Landabteilung der KPD beschäftigt.
Nach seinem Ausscheiden aus dem Reichstag 1928 wurde Neddermeyer Landtagsabgeordneter in Preußen. Dem Preußischen Landtag sollte er schließlich – mehrmals wiedergewählt – ununterbrochen bis 1933 angehören. 1930 wurde Neddermeyer privat Inhaber einer Geflügelzucht bei Liebenwalde (Kreis Niederbarnim). Im selben Jahr wurde er Stadtverordneter in Königsberg, ein Amt, das er bis 1933 beibehalten sollte. 1931 gründete er den Revolutionären Landarbeiterverband Ostpreußen, dessen erster Vorsitzender er auch wurde.
Nach der nationalsozialistischen „Machtergreifung“ 1933 beteiligte Neddermeyer sich am illegalen Widerstand der Untergrund-KPD in Deutschland. So leitete er unter anderem seit Juli 1937 die Redaktion der Sozialistischen Republik, einer in Köln erscheinenden Untergrundzeitung, die mit jeder neuen Ausgabe 1.000 bis 2.000 Exemplare absetzen konnte. Aufgrund seiner Vergangenheit als kommunistischer Politiker und seiner anhaltenden Tätigkeit im Widerstand wurde Neddermeyer zwischen 1933 und 1945 wiederholt verhaftet und in Zuchthäuser und Konzentrationslager verbracht. Unter anderem wurde er in den KZs Sachsenhausen und Esterwegen verwahrt. Die Befreiung 1945 erlebte er im Zuchthaus Brandenburg-Görden.
1945 amtierte Neddermeyer kurzzeitig als Bürgermeister von Liebenwalde. Von 1945 bis 1946 bekleidete Neddermeyer dann das Amt stellvertretenden Landrates des Landkreises Niederbarnim. Parallel dazu war er außerdem von August 1945 bis Februar 1947 als Oberlandrat mit Sitz in Bernau tätig. Im selben Jahr wurde er zudem de facto Vorsitzender der Brandenburgischen Landesbodenkommission und Landessekretär – später auch Landesvorsitzender – des Vereinigung der gegenseitigen Bauernhilfe (VdgB) in Brandenburg. Nachdem er bereits von März 1947 bis Herbst 1948 als Nachfolger von Richard Kramer Sekretär des VdgB gewesen war, wurde Neddermeyer 1949 schließlich als Nachfolger von Rudolf Albrecht Landesvorsitzender des VdgB. Darüber hinaus war er von 1948 bis 1952 Mitglied des brandenburgischen Landtages und dort von 1950 bis 1952 Vorsitzender des Ausschusses für Land- und Forstwirtschaft. 1952 zog er in den Bezirkstag von Potsdam ein.

## Würdigung
In Oranienburg waren eine polytechnische Oberschule und eine Agraringenieurschule, in Löwenberg war eine polytechnische Oberschule, in Liebenthal bei Liebenwalde eine LPG nach Robert Neddermeyer benannt. Ab Oktober 1982 trug die Raketentechnische Basis der NVA in Brück den Namen Robert Neddermeyer.

## Schriften
- Landarbeiter im Kampf gegen Barone, Nazis und Bonzen!, 1932. (Wahlflugschrift der KPD)
- Es Begann in Hamburg. Ein Deutscher Kommunist erzählt aus seinem Leben. Berlin 1980. Neddermeyer erzählte in der DDR in den 1950 und 60er Jahren seine Erlebnisse in Vorträgen vor Jugendlichen. Seine Berichte wurden zu Beginn der 1960er Jahre aufgezeichnet und, in Zusammenarbeit mit Neddermeyer, von Martha Born und Prof. Dr. Heinz Heitzer bearbeitet und veröffentlicht.